# عاصمة الشباب الأوروبي

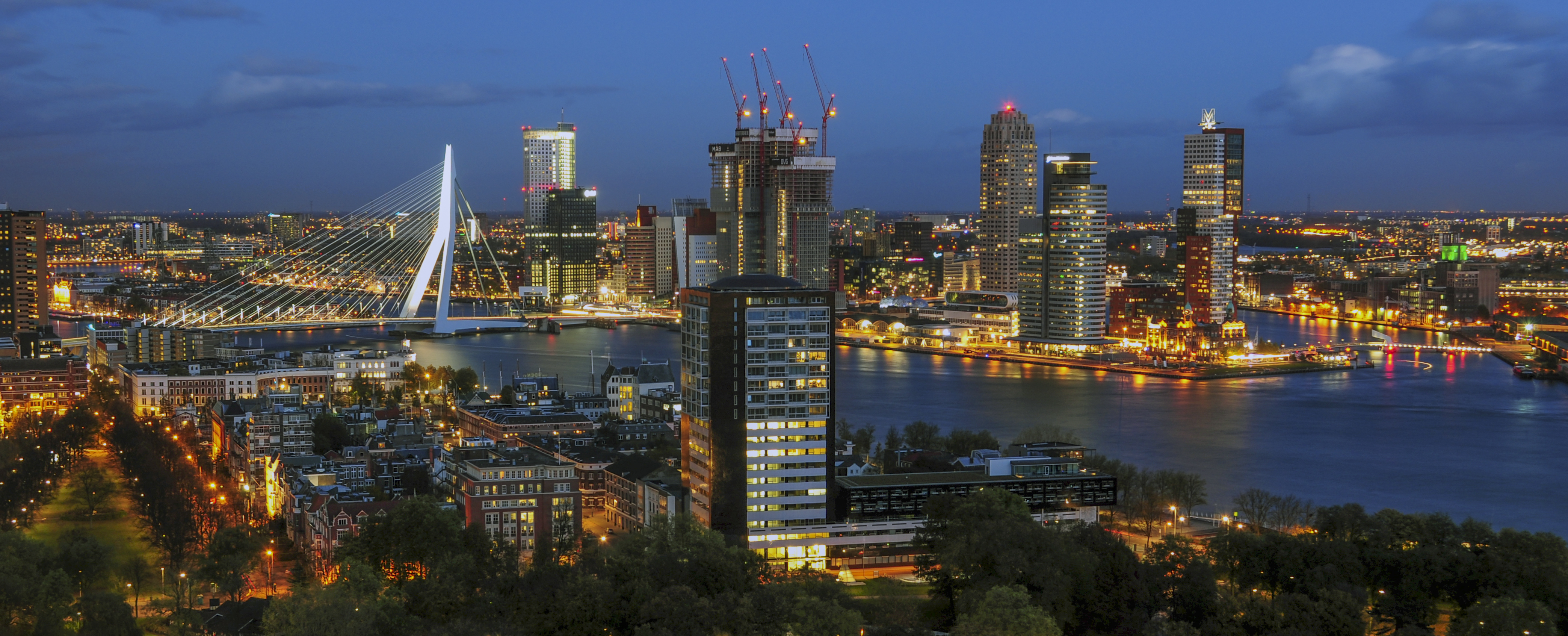
روتردام، أول مدينة تلقب بعاصمة الشباب الأوروبي

عاصمة الشباب الأوروبي (بالإنجليزية: European Youth Capital واختصارًا EYC)‏ هو لقب تمنحه منظمة "منتدى الشباب الأوروبي" للمدن الأوروبية التي تمكن وتعزز مشاركة الشباب ودمجهم في جوانب متعددة من الحياة الثقافية والاجتماعية والسياسية والاقتصادية، وتعزز هويتهم الأوروبية. تاريخ هذه المبادرة يعود إلى عام 2009، عندما كانت مدينة روتردام هي أول مدينة تحصل على هذا اللقب.

## الأهداف
يهدف برنامج عاصمة الشباب الأوروبي إلى تعزيز التعاون بين الشباب داخل أوروبا. يركز البرنامج على تحسين حياة الشباب في المدينة المختارة لتكون عاصمة للشباب، وذلك ليس فقط خلال فترة الاحتفالات، بل على المدى البعيد. بالإضافة إلى ذلك، يشجع البرنامج على مشاركة الشباب في تصميم وتنفيذ الخطط لكل عاصمة للشباب. يُعَدَّ تأكيد مشاركة الشباب في المجتمع وتوفير فرص لمستقبل أفضل أحد الأولويات. السياحة وزيادة المكانة الدولية تعتبر بعض المزايا الإضافية التي ستجنيها عاصمة الشباب الأوروبي.

## العواصم (2009–2026)
منذ عام 2009، شهدت القارة الأوروبية اختيار عدة مدن لتكون عواصم الشباب الأوروبي، حيث حظيت هذه المدن باللقب الفخري الذي يمنحه منتدى الشباب الأوروبي. هذه المدن هي:
| السنة | المدينة     | البلد    |
| ----- | ----------- | -------- |
| 2009  | روتردام     | هولندا   |
| 2010  | تورينو      | إيطاليا  |
| 2011  | أنتويرب     | بلجيكا   |
| 2012  | براقرة      | البرتغال |
| 2013  | ماريبور     | سلوفينيا |
| 2014  | سالونيك     | اليونان  |
| 2015  | كلوج نابوكا | رومانيا  |
| 2016  | كنجه        | أذربيجان |
| 2017  | فارنا       | بلغاريا  |
| 2018  | كاشكايش     | البرتغال |
| 2019  | نوفي ساد    | صربيا    |
| 2020  | أميان       | فرنسا    |
| 2021  | كلايبيدا    | ليتوانيا |
| 2022  | تيرانا      | ألبانيا  |
| 2023  | لوبلين      | بولندا   |
| 2024  | غنت         | بلجيكا   |
| 2025  | لفيف        | أوكرانيا |
| 2026  | ترومسو      | النرويج  |